# Phyllopodopsyllus pauli
Phyllopodopsyllus pauli is een eenoogkreeftjessoort uit de familie van de Tetragonicipitidae. De wetenschappelijke naam van de soort is voor het eerst geldig gepubliceerd in 1960 door Crisafi.